# Edvard Munch

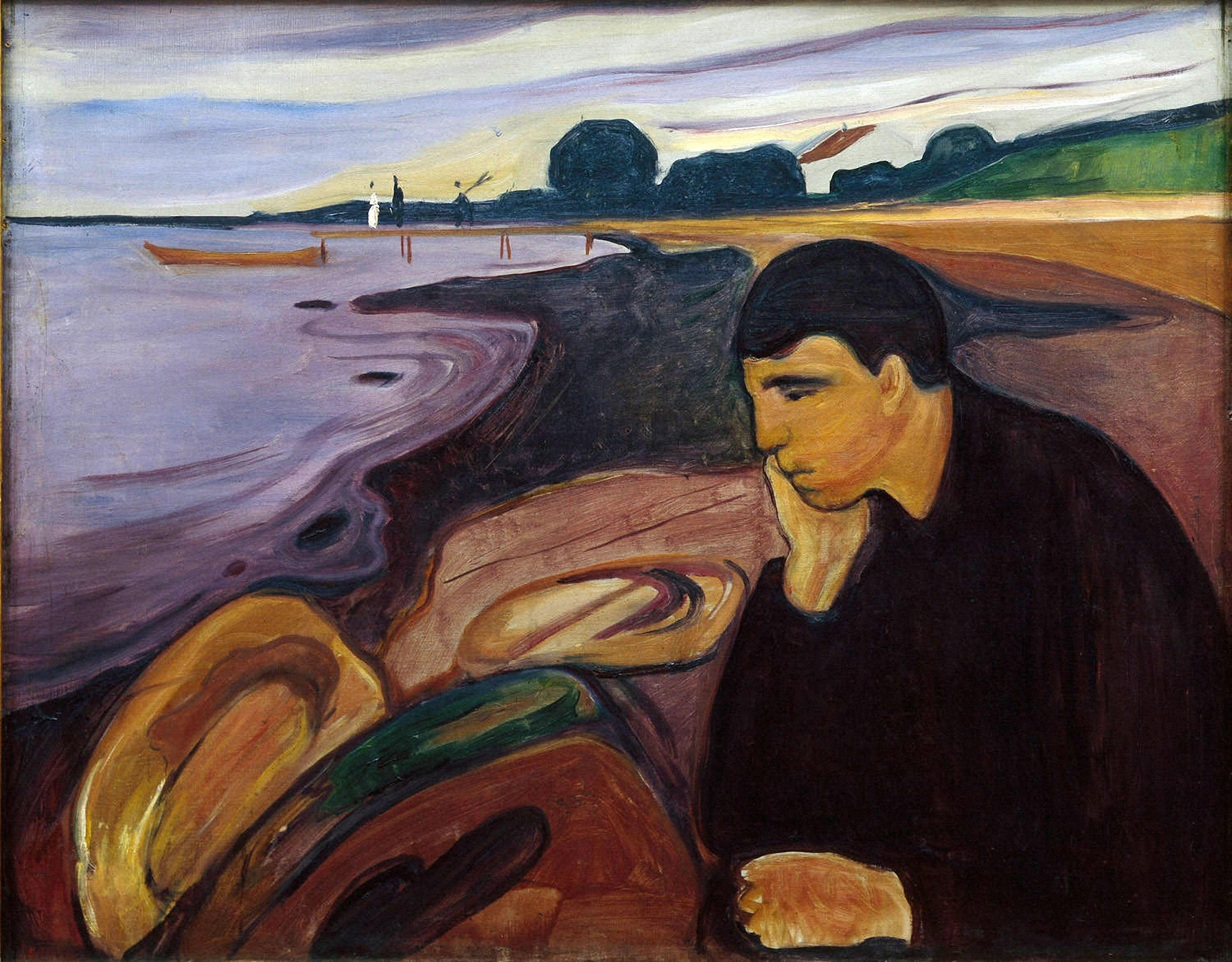
Melancholie, 1895, Kunstmuseum Bergen

Edvard Munch (Løten (Hedmark), 12 december 1863 – Ekely bij Oslo, 23 januari 1944) was een Noorse kunstschilder.

## Leven en werken
De situatie in het gezin waarin hij opgroeide en de algemene toestand in de Noorse hoofdstad waren de oorsprong van Munchs leed. Confrontaties met ziekte en dood lieten in hem de hartstocht voor de kunst ontwaken. 
Zijn moeder bijvoorbeeld stierf aan tuberculose (tbc) toen hij vijf jaar was. Later stierf ook zijn vijftienjarige zus Sophie aan tbc, wat hij verwerkte in het schilderij Het zieke kind uit 1885-1886. In 1889, toen hij in Parijs woonde, stierf zijn vader. De angst voor het verlies van zijn naasten bleef de jonge kunstenaar tot de jaren 1890 achtervolgen.
Deze geestelijke onrust had hij gemeen met Van Gogh, hoewel hij minder van de natuur uitgaat dan van het psychische. Niet de oppervlakkige schijn telt, maar wel wat werkelijk gebeurt. Hij zei: "Ik schilder niet wat ik zie, maar wat ik zag!". Het gaat dus om de innerlijke belevenis, een geestelijke onrust.
Munch begon te schilderen toen hij zeventien was. Een jaar later begon hij zijn studies op de Kunst- en Handwerkschool te Christiania, het huidige Oslo.
Munch was niet alleen in de schilderkunst actief; nadat hij in 1894 begon te etsen maakte hij ook lithografieën en houtsneden. Ook als graficus had Munch grote betekenis. Zijn schilderijen zijn vaak summier van uitvoering, maar in zijn grafische werk zijn vaak de fijnste nuances te onderscheiden, bijvoorbeeld in de portretten.
In de winter van 1908/1909 kreeg Munch een zenuwinzinking en werd hij opgenomen in een rusthuis te Kopenhagen. Het jaar daarop hervatte hij zijn werk en vestigde hij zich in Noorwegen. Het omvangrijke oeuvre dat in deze nieuwe fase van zijn kunstenaarsbestaan ontstond mist over het algemeen de intensiteit van zijn vroegere werk. De uitbeelding van persoonlijke wanhoop maakte plaats voor optimistischere en algemenere onderwerpen: landschappen, arbeiders en kinderen. Typerend voor zijn veranderde instelling zijn de grote muurschilderingen voor de aula van de universiteit van Oslo (1916). Munch heeft een tijd van zijn leven in het zuidelijke plaatsje Kragerø gewoond. Op 5 mei 1909 kwam hij, samen met Ludvig Ravensberg in Kragerø aan. De volgende dag kreeg hij al een huis aangeboden. In Kragerø woonde hij eerst in het Victoria Hotel, dat tot op heden nog steeds bestaat, en daarna verbleef hij in zijn eigen huis. Munchs huis in Kragerø bestaat niet meer, omdat dit tijdens een brand is weggevaagd. In Kragerø heeft Munch een aantal schilderijen, waaronder het schilderij Solen, geschilderd. In 1916 kocht hij een huis te Ekely, nabij Oslo, waar hij de rest van zijn leven is blijven wonen.
In 1937 werden de schilderijen van Munch door de nationaalsocialisten als Entartete Kunst bestempeld; 82 van zijn werken werden daarom in Duitsland in beslag genomen.
Edvard Munch overleed begin 1944 op 80-jarige leeftijd.

## Schilderstijl
Hij was dé grote voorman van het expressionisme. Aanvankelijk werd hij beïnvloed door het impressionisme en het symbolisme. Zijn werken waren vooral post-impressionistisch, maar droegen ook veel bij tot het expressionisme.
Munch legde zich vooral toe op het uitbeelden van menselijke emoties, angsten en onzekerheden. De schrille kleuren en de expressieve lijnvoering die hij hierbij gebruikte, alsmede de keuze van zijn onderwerpen hadden grote invloed op de ontwikkeling van het expressionisme. Munch verzoende in zijn werken tegenstrijdigheden zoals leven en dood, de verticale en de horizontale lijn en beweging en stilstand.
In de loop van zijn carrière werd zijn werk steeds introverter en meer gedomineerd door pessimisme en angst. Dood, obsessie, angst en vertwijfeling waren de thema's die hij uitdrukte in een golvend schrift. Hij schilderde mensen die angstig en ontredderd zijn, die in de diepste gronden van hun bestaan zijn geraakt.
Zijn obsessie voor onderwerpen zoals bij uitstek de dood, maar ook de liefde, die hij ervoer als een dreigende macht, blijkt uit de vele versies die van sommige van zijn werken bestaan. De nieuwere versies hebben steeds eenvoudigere vormen waardoor ze expressiever zijn. Kenmerkend voor Munch was zijn zwakke zenuwgestel en zijn pathologische depressiviteit, gekweld door obsessies van dood en ziekten uit zijn jeugdjaren. Munch kende in zijn leven vóór zijn carrière veel schandalen en menselijk leed.
Hij schilderde in sterk vereenvoudigde vormen (wat typisch is voor het latere expressionisme), met weglating van details en in kleuren die de schrille klank van angstkreten hebben. De lijn komt uit de jugendstil, maar wordt bij hem een essentiële contourlijn, met angst en beklemming opgeladen. Hij zocht naar de machten die het "ik" moest ondergaan: de vertwijfeling, de eenzaamheid, de vervreemding, de ontreddering en de dood.

## Munchmuseum

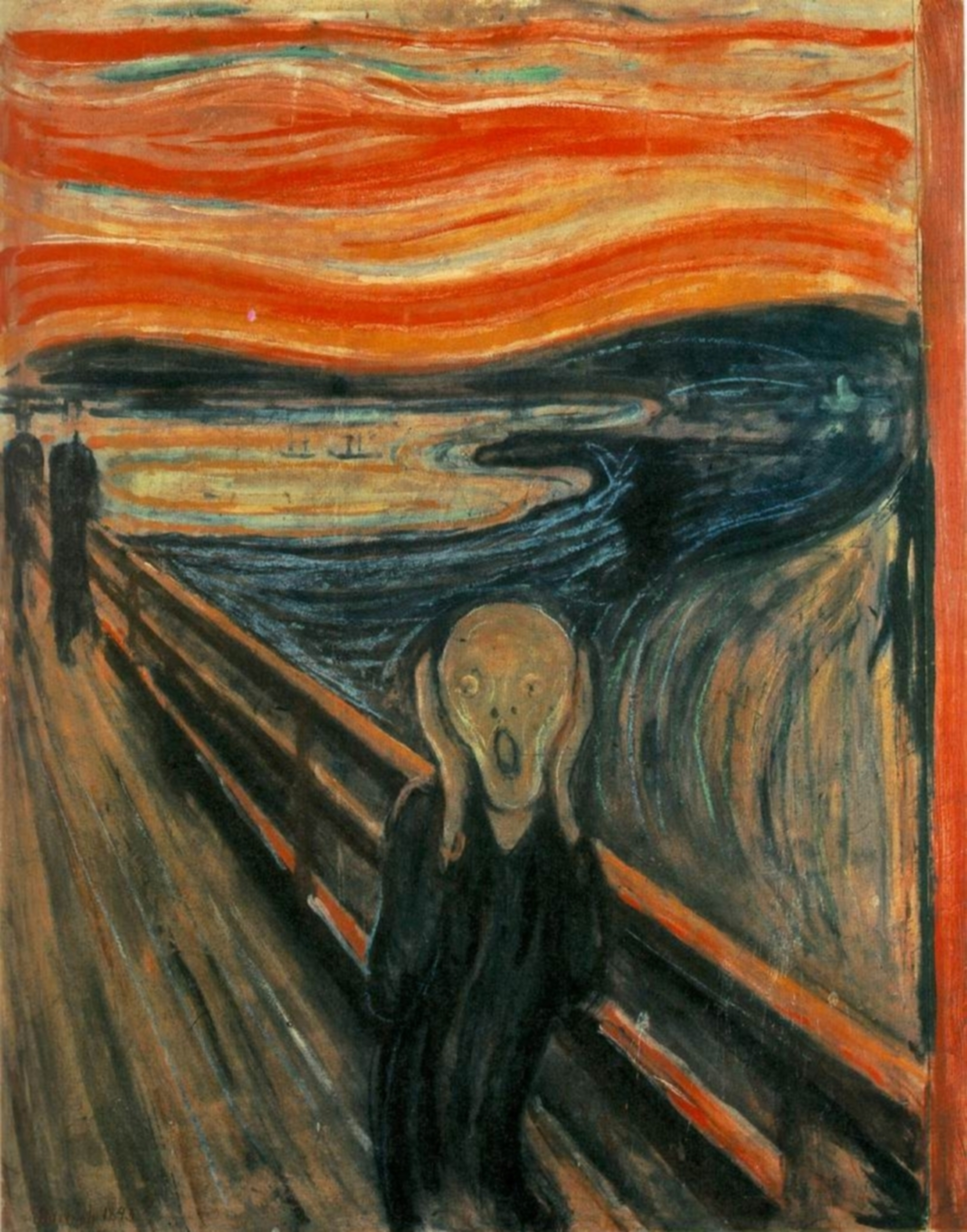
De Schreeuw, 1893, Nationaal Museum Noorwegen, Oslo

In 1940 vermaakte Munch zijn gehele oeuvre (omvattende 1008 schilderijen, 15.391 afdrukken van 741 grafische werken, 4443 aquarellen en tekeningen en 6 beeldhouwwerken) aan de stad Oslo, waar het is ondergebracht in het Munchmuseum.

### De Schreeuw
Op 22 augustus 2004 werden twee van Munchs werken op klaarlichte dag uit het museum gestolen, namelijk een versie van zijn bekendste werk De Schreeuw en van de Madonna. De Schreeuw en de Madonna werden door de Noorse politie op 31 augustus 2006 teruggevonden.
Een andere versie van De Schreeuw werd in 1994 al ontvreemd. Het werk werd toen drie maanden later teruggevonden. De drie Noorse daders konden worden gearresteerd toen zij probeerden het schilderij te verkopen.
Over De Schreeuw bestaat een groot misverstand. Velen denken dat de persoon op de voorgrond schreeuwt, maar het is de natuur die 'schreeuwt'. Daarom ook houdt hij zijn oren dicht.
Op 3 mei 2012 werd bekendgemaakt dat de enige versie van De Schreeuw die in particuliere handen was, geveild was voor een bedrag van 119,5 miljoen Amerikaanse dollars.

## Werken (selectie)
- 1894: Madonna Munchmuseum, Oslo; er bestaan 5 versies. Op 22 augustus 2004 samen met De Schreeuw gestolen; op 31 augustus 2006 weer teruggevonden
- 1893: De Schreeuw (Skrik); er bestaan 4 versies. Nationaal kunstmuseum, Oslo, Kunsthalle Bergen en Munch-Museum Oslo. Gestolen op 22 augustus 2004 samen met de Madonna, op 31 augustus 2006 weer teruggevonden
- 1895: Melancholie (Melankoli)
- 1899: De dode moeder en het kind (Den døde mor og barnet)
- 1901 : Meisjes op de brug (Pikene på broen). Nationaalmuseum, Oslo

## Werk in openbare collecties (selectie)
- Legion of Honor, San Francisco
- Munchmuseum, Oslo

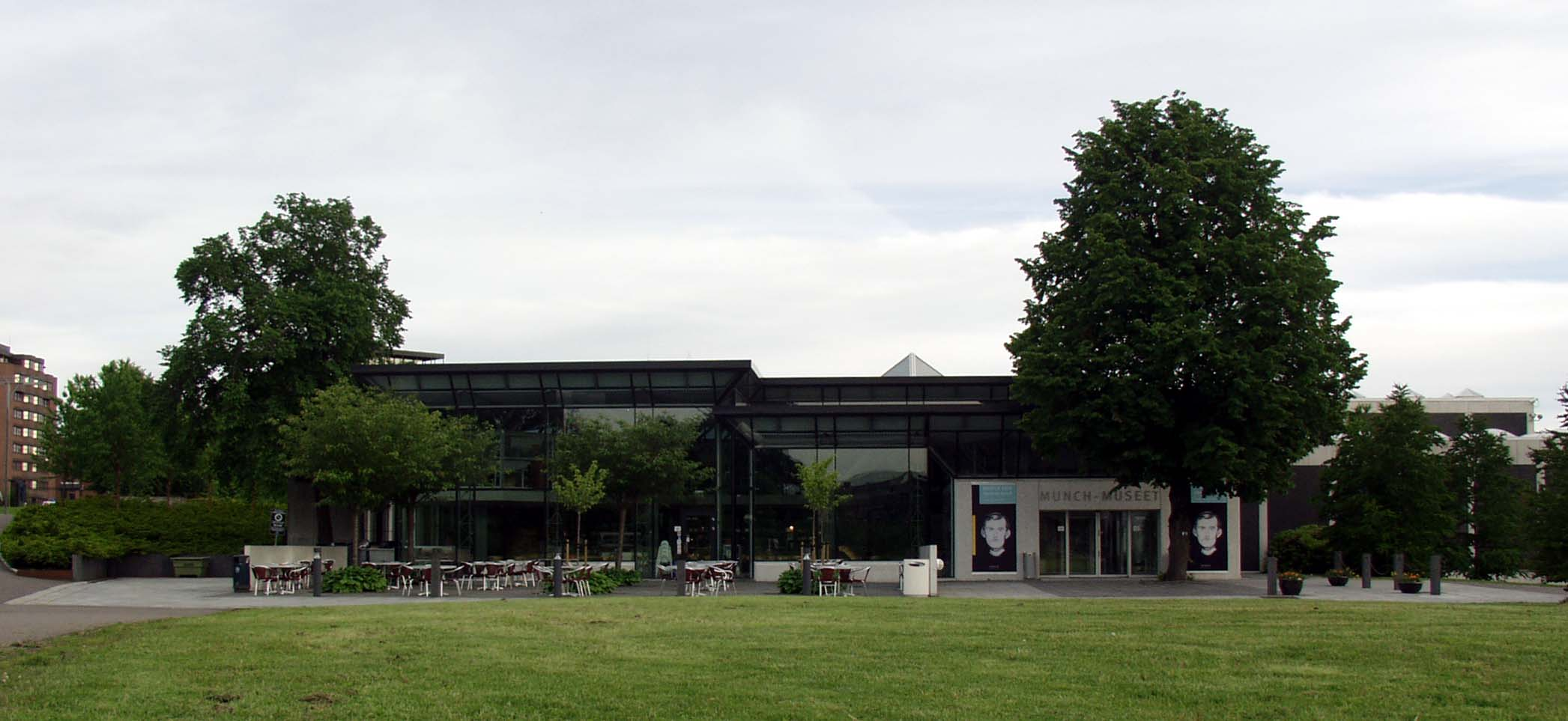
Het Munchmuseum in Oslo

- Museum Boijmans Van Beuningen, Rotterdam[1]
- Museum of Modern Art, New York
- Metropolitan Museum of Art, New York
- Rijksmuseum Amsterdam[2]

## Tentoonstellingen
- Becoming Edvard Munch: Influence, Anxiety, and Myth van 14 februari t/m 26 april 2009 in het Art Institute of Chicago in Chicago.[3]
- Edvard Munch: Master Prints van 31 juli t/m 28 november 2010 in de National Gallery of Art in Washington D.C.[4]
- Edvard Munch van 18 september 2010 t/m 20 februari 2011 in de Kunsthal Rotterdam[5][6][7]
- Edvard Munch, Beyond the Scream van 26 november 2010 t/m 27 februari 2011 in het Herakleidon Museum in Athene[8][9]
- Edvard Munch: The Modern Eye van 28 juni t/m 14 oktober 2012 in Tate Modern in Londen[10]
- Munch : van Gogh van 25 september 2015 t/m 17 januari 2016 in Van Gogh Museum in Amsterdam[11]

## Trivia
- In 1882-1883 woonde Munch aan het Olaf Ryeplein in Oslo.

- Art Gallery of South Australia: 3452
- Bibsys: 90052639
- Biblioteca Nacional de España: XX1045899
- Bibliothèque nationale de France: cb12363518c (data)
- Catàleg d'autoritats de noms i títols de Catalunya: 981058519990406706
- CiNii: DA00504387
- Digitale Bibliotheek voor de Nederlandse Letteren: munc001
- Gemeinsame Normdatei: 118585738
- International Standard Name Identifier: 0000 0001 2135 7541
- KulturNav: fad5b908-b64d-4feb-ac06-c175ea1f5128
- Library of Congress Control Number: n79006348
- Nationale Bibliotheek van Letland: 000007370
- MusicBrainz: 354cf3f6-aa42-4bb9-8fa1-319af0827900
- Bibliotheek van het Japanse parlement: 00450801
- National Gallery of Victoria: 3949
- Nationale Bibliotheek van Tsjechië: jn20000720179
- Nationale bibliotheek van Australië: 35368296
- Nationale Bibliotheek van Israël: 987007265617605171
- Nationale Bibliotheek van Polen: a0000001225812
- Nationale en Universitaire bibliotheek Zagreb: 000012492
- Nederlandse Thesaurus van Auteursnamen: 068948654
- PIC: 308
- RKD-Nederlands Instituut voor Kunstgeschiedenis: 58436
- Istituto Centrale per il Catalogo Unico: CFIV054385
- LIBRIS: 208221
- SNAC: w6ht2vnc
- Système universitaire de documentation: 027326950
- Trove: 927868
- Union List of Artist Names: 500032949
- Virtual International Authority File: 61624802
- WorldCat: E39PBJpjfBmqXYcJGy73X8Pfbd